# Edoardo Purgatori
Edoardo Purgatori, noto anche con lo pseudonimo di Ed Hendrik (Roma, 14 gennaio 1989), è un attore italiano.

## Biografia

### Formazione
Figlio del giornalista e sceneggiatore Andrea Purgatori e di madre tedesca, Nicola Schmitz, nonché cugino di secondo grado del produttore e sceneggiatore Giorgio Salvioni, ha un fratello e una sorella più piccoli. Frequenta fin dall'asilo la scuola tedesca di Roma ed entra nella compagnia teatrale scolastica a tredici anni, recitando per sei anni davanti ai compagni di scuola. Una volta diciottenne, partecipa a vari workshop con insegnanti dell'Actors Studio di New York.

### Carriera
Dopo numerosi ruoli in teatro, dal 2007 compare in alcune serie e miniserie televisive italiane, come Donna detective, Un caso di coscienza e Anita Garibaldi.
Nel 2009 si trasferisce a Londra e, dopo diverse audizioni, entra alla Oxford School of Drama. Dal 2010 al 2016 è stato membro attivo dello Studio De Fazio a Roma, sotto la direzione artistica del maestro Dominique De Fazio (Actors Studio).
Nel 2012 entra nel cast di To Rome with love di Woody Allen. Nel 2013 è nell'ottava stagione di Un medico in famiglia nel ruolo di Emiliano e a teatro con lo spettacolo in lingua inglese The Shape of Things e con la conferenza spettacolo in inglese/italiano The Glass Menagerie.
Grazie al successo del suo personaggio in Un medico in famiglia 8, viene riconfermato nella nona e decima stagione della serie. Sempre nel 2013 interpreta ruoli da protagonista nel cortometraggio tedesco Am Wald e nel film TV tedesco Trennung auf Italienisch. Nello stesso anno è nel cast del film La mossa del pinguino. Nel 2014 è protagonista sul grande schermo, nel ruolo di Paride, nel film Amore oggi.
Nel 2016 è coprotagonista del cortometraggio Appunti di viaggio e del film La grande rabbia; in TV partecipa alla seconda stagione della serie Tutto può succedere, mentre a teatro porta in scena Maratona di New York e, l'anno successivo, Fuorigioco - The Pass. Nel 2018 è coprotagonista del cortometraggio The Record of Existence e del film Quando corre Nuvolari, mentre per la TV partecipa alla miniserie Il confine e alla prima stagione della serie Netflix Baby; nello stesso anno porta a teatro Killology. Nel 2019 recita nel cortometraggio Mr. H ed è nel cast del film di Ferzan Özpetek La dea fortuna, mentre a teatro è protagonista di Loose Ends - Giovani sospesi, D5, Pantani - Storia di un capro espiatorio, The Diner e Furniture.
Nel 2020 recita a teatro in Mine vaganti di Ferzan Özpetek (tournée interrotta dalla pandemia di COVID-19 e ripresa due anni dopo) e in Mouthpiece. Nel 2021 è protagonista del cortometraggio Omeostasi e recita un piccolo ruolo nel film Freaks Out di Gabriele Mainetti, mentre a teatro porta in scena Girl in the Machine. Nel 2022 recita nei film Siccità di Paolo Virzì e Romantiche di Pilar Fogliati; nello stesso anno torna a lavorare con Ferzan Özpetek, che gli affida un ruolo da protagonista nella serie Le fate ignoranti, distribuita da Disney+. Nel 2023 recita nei cortometraggi From Beyond, When I Grow Up e Soluzione fisiologica e nello spettacolo teatrale 400 euro, 2 ore di nudo. L’anno dopo esce Flaminia, film nel quale recita insieme al padre.

## Vita privata
È sposato con Livia Belelli dal 2018. Nel 2020 è diventato padre di Leonardo. A gennaio 2023 è nato il secondo figlio, Pietro.

## Teatro
- Dance of the Vampires, regia di Sabine Krüger (2004) - spettacolo in lingua tedesca
- Rabbit Rabbit, regia di Gerrit Krüger (2006) - spettacolo in lingua tedesca
- I miserabili, regia di Gerrit Krüger (2007) - spettacolo in lingua tedesca
- Il Tartufo, regia di Gerrit Krüger (2008) - spettacolo in lingua tedesca
- Lo zoo di vetro, regia di Maurizio Mario Pepe (2013-2015) - conferenza spettacolo in lingua inglese e italiano
- The Shape of Things, regia di Michele Coggiola e Maurizio Mario Pepe (2013) - spettacolo in lingua inglese
- Maratona di New York, regia di Maurizio Mario Pepe, Compagnia Teatrale "la forma dell'acqua" (2016)
- Fuorigioco - The Pass, regia di Maurizio Mario Pepe, Compagnia Teatrale "la forma dell'acqua" (2017, 2019)
- Killology, regia di Maurizio Mario Pepe, Compagnia Teatrale "la forma dell'acqua" (2018)
- Loose Ends - Giovani sospesi, regia Armando Quaranta (2019)
- The Diner, regia di Gabriele Di Luca e Massimiliano Setti, Compagnia Teatrale "Carrozzeria Orfeo" (2019)
- Furniture, regia di Maurizio Mario Pepe, Compagnia Teatrale "la forma dell'acqua" (2019)
- Mine vaganti, regia di Ferzan Özpetek (2020, 2022-2023)
- Mouthpiece, regia di Maurizio Mario Pepe (2020)
- Girl in the Machine, regia di Maurizio Mario Pepe (2021)
- 400 euro, 2 ore di nudo, regia di Tommaso Agnese (2023)
- VajontS 23 (2023)
- Metti, una sera a cena, regia di Kaspar Capparoni (2024)
- Il professionista, regia di Tommaso Agnese (2025)
- Santa Maria della pietà - Le agitate, regia di Orazio Rotolo Schifone (2025)

## Filmografia

### Cinema
- Ora mi parli di lei, regia di Giordano Toreti (2012)
- To Rome with Love, regia di Woody Allen (2012)
- La mossa del pinguino, regia di Claudio Amendola (2013)
- Amore oggi, regia di Giancarlo Fontana e Giuseppe Stasi (2014)
- Ben-Hur, regia di Timur Bekmambetov (2016)
- La grande rabbia, regia di Claudio Fragasso (2016)
- Quando corre Nuvolari, regia di Tonino Zangardi (2018)
- La dea fortuna, regia di Ferzan Özpetek (2019)
- Freaks Out, regia di Gabriele Mainetti (2021)
- Siccità, regia di Paolo Virzì (2021)
- Romantiche, regia di Pilar Fogliati (2023)
- Flaminia, regia di Michela Giraud (2024)
- Eterno Visionario, regia di Michele Placido (2024)
- Diamanti, regia di Ferzan Özpetek (2024)

### Televisione
- Donna detective, regia di Cinzia TH Torrini - serie TV (2007-2010)
- Un caso di coscienza, regia di Luigi Perelli - serie TV, episodio 4x01 (2009)
- Mia madre, regia di Ricky Tognazzi - serie TV (2010)
- Eroi per caso, regia di Alberto Sironi - film TV (2011)
- Anita Garibaldi, regia di Claudio Bonivento – serie TV (2012)
- Un medico in famiglia - serie TV (2013-2016)
- Trennung auf Italienisch, regia di Florian Gärtner - film TV (2013)
- Tutto può succedere 2, regia di Lucio Pellegrini - serie TV (2017)
- Il confine, regia di Carlo Carlei - serie TV (2018)
- Baby, regia di Andrea De Sica e Anna Negri - serie TV (2018)
- Le fate ignoranti, regia di Ferzan Ozpetek - serie TV (2022)
- Vincenzo Malinconico, avvocato d'insuccesso 2, regia di Luca Miniero – serie TV (2024)

### Cortometraggi
- Faust chi?, regia di Marco Maltauro (2009)
- G: The Other Me, regia di Michele Coggiola (2011)
- Breaking Point, regia di Ludovico Purgatori (2012)
- The Fallen Angel, regia di Michele Coggiola (2012)
- Am Wald, regia di Marco Longobucco (2013)
- Minnie, regia di Andrea Natale (2013)
- Appunti di viaggio, regia di Andrea Natale (2016)
- The Record of Existence, regia di Lorenza La Bella (2018)
- N E K.O., regia di Ludovico Purgatori (2018)
- Mr. H, regia di Giulio Neglia (2019)
- Ikos, regia di Giuseppe Sciarra (2020)
- Omeostasi, regia di Paolo Mannarino (2021)
- From Beyond, regia di Luca Ferrara (2023)
- When I Grow Up, regia di Paolo Grassi e Niccolò Salvato (2023)
- Soluzione fisiologica, regia di Luca Maria Piccolo (2023)

## Doppiaggio
- Kodi Smit-McPhee in X-Men - Apocalisse, X-Men: Dark Phoenix
- Aksel Hennie in Sopravvissuto - The Martian
- Olivier Richters in Indiana Jones e il quadrante del destino

## Premi e riconoscimenti
- Cotignola Ciak 2023 – Migliore attore non protagonista per Mr. H
- Milan Shorts Film Festival 2024 – Migliore attore per When I Grow Up
- Premio Claudio Nobis 2025 – Miglior Attore under 35 votato dal pubblico stagione 2023/2024 per Metti, una sera a cena